# Франческо Мария I дела Ровере
Франческо Мария I дела Ровере (на италиански: Francesco Maria I della Rovere), с пълно име Франческо Мария Монтефелтро дела Ровере д'Арагона (Francesco Maria Montefeltro della Rovere D'Aragona; * 25 март 1490, Сенигалия; † 20 октомври 1538, Пезаро) от рода Дела Ровере е първият херцог на Урбино (1508 – 1516 и 1521 – 1538), херцог на Сора, ренесансов кондотиер.

## Произход
Той е син на Джовани дела Ровере (* 1457, † 1501), господар на Сенигалия, херцог на Сора и Арче, префект на Рим, папски капитан и папски викарий на Мондавио, племенник на папа Сикст IV и брат на папа Юлий II, и на съпругата му Джована да Монтефелтро (* 1463, † 1514). По бащина линия е внук на Рафаело дела Ровере и Теодора Манироло, а по майчина – на Федерико III да Монтефелтро, херцог на Урбино, известен ренесансов владетел, граф на Урбино, граф на Кастел Дуранте, Меркатело, Монтефелтро, и на Батиста Сфорца. Има един брат и четири сестри:
- Мария Джована (* 1482, † 1538), господарка на Камерино като съпруга на Венанцио да Варано и съпруга на Галеацо Риарио дела Ровере Сфорца, сенатор на Болоня;
- Джиролама (* 1483, † 1501)
- Федерико († 1484 бебе)
- Беатриче (* 1488, † ок. 1513), монахиня кларисинка в Урбино;
- Костанца (* 1492, † 1507)

## Биография

### Ранни години и брак
Франческо Мария I е роден в Сенигалия, имението на семейство дела Ровере в Източна Италия.
Той е образован в младостта си от хуманиста Лудовико Одазио и е много близък със семейството си по майчина линия.
Вуйчо му Гуидобалдо да Монтефелтро, който няма преки потомци, иска Франческо Мария при себе си в двора на Урбино. През 1502 г. семейство дела Ровере губи властта над Сенигалия, която е превзета от Чезаре Борджия, който през онези години е доминиращата фигура в Марке. Франческо Мария и майка му бягат в двора на вуйчо му, самият той в изгнание вследствие на агресивната политика на Борджия. Но в рамките на шест месеца семейство Да Монтефелтро се завръща на трона на Урбино. През 1504 г. вуйчо му го обявява за свой наследник като херцог на Урбино, както и за наследник на рода Да Монтефелтро, след като го осиновява. 
През 1505 г. Франческо Мария се жени за Елеонора Гонзага, дъщеря на маркиза на Мантуа Франческо II Гонзага и на Изабела д’Есте.

### Херцог на Урбино и военни участия
Когато родът да Монтефелтро изчезва през 1508 г. със смъртта на Гуидобалдо да Монтефелтро, неговият племенник и осиновен син Франческ става херцог и господар на Урбино. Освен това благодарение на подкрепата на чичо му Джулиано дела Ровере, който се възкачва на папския престол през 1503 г. като Юлий II, Франческо Мария най-накрая успява да си възвърне контрола над Сенигалия. През 1508 г. той става, подобно на баща си преди него, чрез инвеститурата на Юлий II, генерал-капитан на Църквата. В това си качество той участва във Войната на Камбрийската лига, където папската армия се изправя срещу армиите на Кралство Франция и Херцогство Ферара. През 1510 г. обединените папски и венециански сили под командването на дела Ровере превземат Модена и се приближават до столицата на Ферара, но след това ходът на кампанията се променя: през май 1511 г. френската армия под командването на Джан Джакомо Тривулцио превзема Болоня при нападение, която е под управлението на Юлий II.  Наместникът на папата, кардинал Алидози, бяга, без да предупреди Франческо Мария за приближаването на французите. Папските войски са принудени да се оттеглят към Романя. В Равена разгневеният дела Ровере лично убива Алидози, което по-късно не е в негова полза. На 11 април 1512 г. Франческо Мария се сражава срещу французите при Равена, където нито една от страните не успява да постигне решителна победа. След известно време изтощената френска армия се завръща у дома.

### Загуба на Херцогство Урбино
През 1512 г., след смъртта без наследници на господаря на Пезаро Констанцо II Сфорца, Франческо Мария получава Пезаро със съдействието на папата и се мести там с двора и семейството си. През 1513 г., три години след смъртта на папа Юлий II, новият папа Лъв X отнема всички имоти на Франческо Мария (поводът е убийството на кардинал Алидози, извършено от него пет години по-рано) и дава Херцогство Урбино на своя племенник Лоренцо II де Медичи. През лятото на 1516 г. войските на папата преминават границите на Урбино и след като разбиват войниците на херцога, окупират столицата му. Франческо Мария, заедно със съпругата си и мащехата си, бягат в Мантуа. Семейството му трябва да живее шест години при тъста му Франческо II Гонзага. 

### Потворен херцог на Урбино
Франческо не се примирява със загубата на херцогството. През януари 1517 г. той набира армия от 7600 души, печели няколко победи над войските на папските кондотиери и влиза триумфално в Урбино. Войските, изпратени от Лъв X срещу му, също са победени. Липсата на средства за заплащане на войниците му обаче попречва на херцога да продължи войната. През септември 1517 г. между него и папата е сключен мирен договор, според който Франческо Мария е свободен да замине за Мантуа. Той успява окончателно да си върне Урбино едва след смъртта на Лъв X в края на 1521 г.: жителите на херцогството се разбунтуват, папските гарнизони не показват голямо желание за бой и новата кампания на Франческо Мария, подобно на предишната, завършва с безусловен успех. Договорът със Светия престол от 18 февруари 1522 г. потвърждава правата на дела Ровере върху Урбино. Франческо Мария сии връща и 
Градара, което папа Юлий II преди години е подарил на племенника си. Управлението на Градара той предоставя на своята съпруга Елеонора.
В следващата Италианска война херцогът на Урбино командва венецианските войски, а в по-следващата - войските на Светия престол, и двата пъти без особен успех. Той участва в битката при Бикока (1522 г.), загубена от французите и венецианците. След като се бие в Ломбардия от 1523 до 1525 г., по време на понтификата на друг представител на Медичите, Климент VII, Франческо Мария бавно изчезва от сцената. В кампанията от 1527 г. той не успява да предотврати действията на наемниците на Карл V, които разграбват Рим. Всъщност според много историци неговата липса на енергичност би могло да се разглежда като една от причините за нахлуването на ландскнехтите на Карл V, на които неуспешно се противопоставя единствено Джовани дале Банде Нере. Навлизането на тези войски в Италия довежда до падането на Миланския замък през септември 1526 г. и до последвалото разграбване на Рим през 1527 г.
Сред последните събития, които Франческо Мария се изживява като главен герой, са превземането на Павия в края на 1520-те г. и заставането му на страната на Венецианската република. През 1527 г. във Верона, като генерал-губернатор на Венецианската милиция, той построява Бастиона „Мадалене“ в източния ъгъл на стените на Кампо Марцо, погрешно приписван на Микеле Санмикели. По-късно, за да се противопостави на папата във владенията на Марке, той урежда брака на сина си Гуидобалдо II дела Ровере с Джулия Да Варано.

### Последни години и смърт
В последните години от царуването си Франческо Мария значително увеличава престижа на двора си, особено като защитава изкуствата, каквато е древната традиция на неговото херцогство. Той също така се посвещава на подобряването на укрепленията, вече предприето от баща му Джовани (който е построил Крепостта на Сенигалия ).
Умира в Пезаро на 20 октомври 1538 г. на 48 г. и е наследен от сина си Гуидобалдо II. 

#### Обстоятелствата около смъртта му
Смята се, че е бил отровен, може би по време на едно от посещенията си във Венеция, и е починал шест седмици по-късно. Тази смърт и причините за нея са широко обсъждани в Италия и чужбина. Според хрониката на Джироламо Мария да Венеция се е смятало, че херцогът е бил убит от своя бръснар, Пиер Антонио да Сермиде. „Аналите на Италия“, публикувани от Лудовико Муратори през 1538 г., съобщават за ръкопис, според който убиецът е бил Алоизио Гонзага. Тази версия е открита по-късно сред историци като Сарди, Репозати и Тондини. По-късни историци пишат, че който и да е имал идеята, всички са били съгласни, че изпълнителят е бил бръснарят, който е сложил отровата в ухото на херцога. Според публикувани документи след смъртта на херцога тялото му е било изследвано и са били открити следи от отрова. Бръснарят е бил измъчван по заповед на сина му, Гуидобалдо II дела Ровере, и е признал, че го е направил по нареждане на Луиджи Гонзага (братовчед на Елеонора Гонзага) и на девер му, кондотиерът Чезаре Фрегозо. Причините, поради които Алоизио е поръчал убийството, са неясни, въпреки че отношенията между херцога и Алоизио не са били лесни: няколко години по-рано херцогът се е противопоставил на това, че Венецианският сенат е дал на Алоизио поста на пехотен капитан, а на Фрегозо – на капитан на кавалерията. По време на смъртта на херцога Алоизио вече е станал генерал на венецианската армия. Алоизио Гонзага, маркиз на Кастел Гофредо заедно с девера му Чезаре Фрегозо, са оправдани.
Алоизио Гонзага научава за обвиненията на Гуидобалдо, докато е далеч от местопрестъплението. Той категорично отрича всякакво участие. Следващите години са изпълнени с опитите на Гуидобалдо да отмъсти за баща си и с опитите на Алоизио да намери защита. В резултат на това новият херцог предприема съдебни действия и Алоизио намира лекар, който свидетелства, че херцогът не е починал от отрова, и се обръща към папата; и двете страни се обръщат към императора за справедливост, а Алоизио се обръща към краля на Франция Франсоа I. Вследствие на това, след няколко години такава кореспонденция, Венецианската република, където живее обвиняемият, отказва да започне делото. Впоследствие Пиетро Аретино се присъединява към спора на страната на херцога на Урбино, заклеймявайки Гонзага и Фрегозо, но в писмо от 1540 г. той се извинява, че е свързал имената на двама „толкова достойни личности с престъплението на подлия бръснар“. Те поискват обезщетение за клевета. Гуидобалдо отново се обръща към папата, който казва, че не може да направи нищо. През 1541 г. Фрегозо е заловен от Алфонсо III д'Авалос, маркиз на Васто, управител на Миланското херцогство. Запазено е писмо от Гуидобалдо до маркиза, в което той го моли да не го убива, докато не разкрие тайната си. Фрегозо умира в плен. През 1543 г. Гуидобалдо спира преследването на врага си, който умира от естествена смърт в Кастел Гофредо през 1549 г. 
Шекспировият изследовател Булоу посочва, че самият метод за убийството на бащата на Хамлет е взет от Шекспир директно от историята за смъртта на херцога на Урбино (в скандинавската легенда за Хамлет, от която драматургът заимства много, кралят просто е намушкан до смърт в банкетната зала). Освен това изследователят посочва, че в оригиналната версия на легендата липсва и сцената, в която Хамлет сравнява портретите на двамата братя крале. Съществува обаче писмо от Пиетро Аретино, в което той подробно, с всевъзможни отлични епитети, хвали портрета на херцога на Урбино, нарисуван от Тициан, както и външния вид и моралния характер на този монарх. Гравюра на този портрет с приложен надпис е публикувана от Паоло Джовио в Elogia virorum bellica virtute illustrium (1575).

## Брак и потомство
∞ 1505 (пълномощник), 29 септември 1509 в Мантуа за Елеонора Гонзага (* 31 декември 1493, † 13 февруари 1550), дъщеря на Франческо II Гонзага , маркграф на Мантуа, и на Изабела д’Есте, от която има пет сина и осем дъщери, повечето от които – починали като малки:
- Федерико дела Ровере (* 21 март 1511, Урбино; † май 1511)
- Гуидобалдо II дела Ровере (* 2 април 1514, Урбино; † 28 септември 1574, Пезаро), херцог на Урбино (1538 – 1574), ∞ 1. 12 октомври 1535 за Джулия да Варано (* 24 март 1523, Камерино; † 18 февруари 1547, Фосомброне), дъщеря наследница на херцога на Камерино Джовани Мария, от която има 1 дъщеря 2. 29 юни 1547 (чрез представител) във Ватикана, 30 януари 1548 в Урбино, за Витория Фарнезе (* 10 август 1521, Валентано; † 13 декември 1602, Пезаро), от която има 1 син и 4 дъщери;
- Иполита дела Ровере (* 1515, Урбино, † юли 1538, Неапол), ∞ февруари 1523 за дон Антонио Арагонски (* 1506, † 1543), херцог на Монталто, от когото няма деца;
- Джована дела Ровере (* 1515, Урбино; † 1518, пак там)
- Джовани дела Ровере (* 1516, Урбино; † 1518, пак там)
- Катерина дела Ровере (* 1518, Урбино; † 1520, пак там)
- Беатриче дела Ровере (* 1521, Урбино; † 1522, пак там)
- Франческо Мария дела Ровере (* 1523, Урбино; † 1525, пак там)
- Мария дела Ровере (* 1527, Урбино; † 1528, пак там)
- Елизабета Изабела дела Ровере (* 1529, Урбино; † 6 юни 1561, Маса), чрез брак херцогиня на Маса и господарка на Карара (1553 – 1561); ∞ 1552 за Алберико I Чибо-Маласпина (* 1534, † 1623), херцог на Маса и Карара, от когото има 1 син;
- Джулия дела Ровере (* 1527, Кастелдуранте; † 4 април 1563, Ферара), ∞ 1549 за Алфонсо д’Есте (* 1527, † 1587), маркграф на Монтекио, от когото има 4 деца;
- Джулио Фелтрио дела Ровере (* 15 април 1533, Мантуа; † 3 септември 1578, Фосомброне), кардинал (1547)
- Виоланта дела Ровере (* 1535, Урбино; † 1538 пак там)

## В изкуството
В галерия „Уфици“ във Флоренция, където пристигат през 1631 г. със зестрата на Витория дела Ровере, се съхраняват два портрета на херцога на Урбино. Първият от тях е дело на Тициан, изобразяващо Франческо Мария дела Ровере в доспехи, с брада и в зряла възраст. Картината, поръчана през 1536 г., е завършена от художника през 1538 г. и, заедно с младежкия портрет на Бартоломео Венето, представлява единственото сигурно изображение на херцога. Вторият портрет на херцога днес обикновено се приписва на Рафаело Санцио. Картината, която изобразява модела като младеж, обикновено се нарича „Портрет на млад мъж с ябълка“ и датира от около 1504 г.
Идентифицирането на Франческо Мария с облечената в бяло фигура, изобразена от самия Рафаело в известната „Атинска школа“, е съмнително, въпреки че дълго време се е смятало за такова. Това важи и за две други картини, приписвани на Рафаело или на неговата работилница: „Портрет на млад мъж“ (според други – „Портрет на мъж“).
Известен е и друг предполагаем портрет от Виторе Карпачо от 1510 г., на млад рицар, посочен от някои като Франческо Мария.
Статуя на Франческо Мария I дела Ровере, от Джовани Бандини от 1587 г., се намира в двора на Двореца на дожите във Венеция. Тази скулптура, първоначално поставена във входния двор на Двореца на дожите в Пезаро, е дарена на Венеция от Франческо Мария II през 1624 г.
- Тициан, Портрет на Франческо Мария дела Ровере, херцог на Урбино
- Портрет на млад мъж с ябълка, Рафаело, Уфици, (ок. 1504), вероятен портрет
- Вероятен портрет от Джорджоне
- Виторе Карпачо, Портрет на рицар, вероятен портрет
- Рафаело, Портрет на мъж, вероятен портрет
- Рафаело, Калокагатия, вероятен портрет (детайл от Атинската школа), Stanza della Segnatura
- Рафаел, Портрет на млад мъж, вероятен портрет